# Kiss Attila (régész)
Kiss Attila (Brassó, 1939. június 27. – Budapest, 1999. november 30.) magyar régész.

## Élete
Édesapja Kiss Vilmos közgazdász, revizor. 1962-ben az Eötvös Loránd Tudományegyetemen régész oklevelet szerzett, majd 1965-ben doktorált. 1962–1973 között a pécsi Janus Pannonius Múzeum muzeológusa, majd 1973-tól a Magyar Nemzeti Múzeum Régészeti Osztályának tudományos munkatársa, 1984-től tudományos főmunkatársa. 1998-ban PhD-fokozatot szerzett.
Elsősorban a Kárpát-medence népvándorlás kori és honfoglalás kori történetével, illetve Magyarország államalapítás kori történetével foglalkozott. A 7–8. századi ötvösművészet emlékeit is vizsgálta. A majsi Árpád-kori temető (1963–1967), a pécsváradi vár és apátság (1965–1973), a kozármislenyi római kori kocsisír (1969–1970) és a Kölked-feketekapui avar kori telep és temető ásatásainak vezetője (1970–1999) volt. Nevéhez fűződik Baranya megye avar és honfoglalás kori leleteinek közzététele. 
1966-tól felesége Zoffmann Zsuzsanna antropológus. 

## Elismerései
- 1987: Kuzsinszky Bálint-emlékérem
- 2000: Széchényi Ferenc-emlékérem (posztumusz)

## Művei
- 1977: Avar cemeteries in county Baranya
- 1983: Baranya megye X-XI. századi sírleletei
- 1989: Das römerzeitliche Wagengrab von Kozármisleny
- 1992: Népvándorlás kori aranykincsek a Magyar Nemzeti Múzeumban, (társszerző: Garam Éva)
- 1999: Szilágysomlyó - A gepida királyok aranykincsei, (társszerző: Alfred Bernhard-Walcher)
- 2001: Das awarenzeitliche Gräberfeld in Kölked-Feketekapu B. Monumenta Avarorum archaeologica (6).